# 冷水镇 (白河县)
冷水镇，是中华人民共和国陕西省安康市白河县下辖的一个乡镇级行政单位。
2015年，陕西省民政厅批复同意撤销小双镇，并入冷水镇；将冷水镇里龙、月镇、十里3个村划归麻虎镇。

## 行政区划
冷水镇下辖以下地区：
洞子社区、东村社区、星义村、瓦屋村、川大村、川共村、沙滩村、水平村、花湾村、兴隆村、三院村、全家村、秧田村、中皇村、友好村、三岔村、小双村、红椿村、东村、中皇村、黄庄村、友好村和三岔村。